# (1773) Rumpelstilz
(1773) Rumpelstilz ist ein Asteroid des Hauptgürtels, der am 17. April 1968 vom Schweizer Astronomen Paul Wild entdeckt wurde. Benannt ist der Asteroid nach der Titelfigur aus dem bekannten deutschen Märchen Rumpelstilzchen.
(1773) Rumpelstilz bewegt sich in einem Abstand von 2,1294 (Perihel) bis 2,7438 (Aphel) astronomischen Einheiten in 3,8 Jahren um die Sonne. Die Bahn ist 5,3954° gegen die Ekliptik geneigt, die Bahnexzentrizität beträgt 0,1261.